# Gastronomía de Hunan

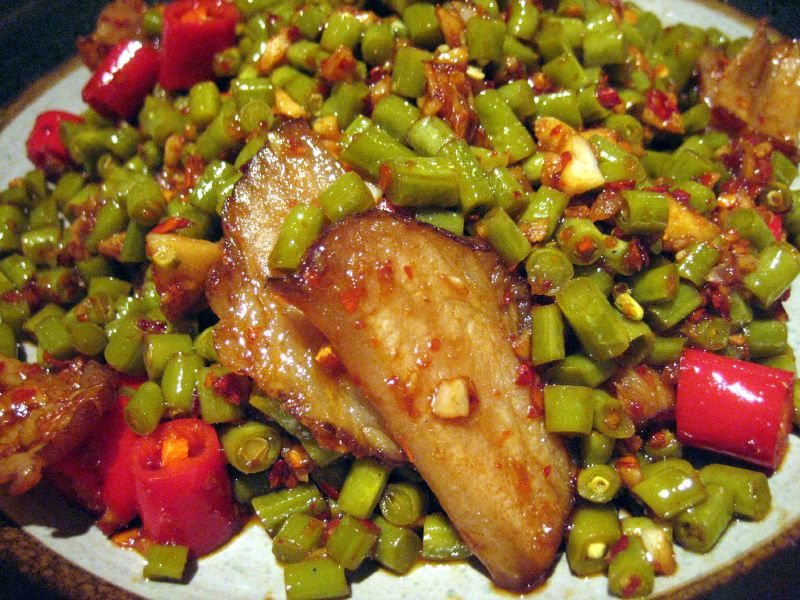
Jamón curado con frijol chino en escabeche, platillo típico de la cocina de Hunan.

La gastronomía de Hunan, algunas veces llamada comida de Xiang (湖南菜 o 湘菜, en pinyin: hú'náncài or xiāngcài), consiste de las cocinas de la región del río Xiang, el Lago Dongting y la provincia occidental de Hunan en China.
La gastronomía de Hunan es una de las ocho cocinas regionales de China y es bien conocida por su sabor picante, aroma fresco y color oscuro. Las técnicas comunes de cocina incluyen cocer, freír, cocción a fuego lento y ahumar. Debido a la alta producción agrícola, los platos de Hunan son muchos y muy variados.

## Ingredientes utilizados
Conocida por su uso generoso del chile, chalote y ajo, la gastronomía Xiang es también reconocida por preparaciones picantes en seco (干辣) o simplemente picantes.
La cocina de Hunan es frecuentemente más condimentada únicamente con chiles, contiene una mayor variedad de ingredientes frescos, tiende a ser más aceitosa y se dice que es más pura y simple en sabor. En general se utilizan productos ahumados y curados en sus platos con mayor frecuencia.

### Diferencia con la gastronomía de Sichuan
La cocina de Sichuán es conocida por su distintiva sazón mala (picante y adormecedora) y otras combinaciones de sabores complejos. Frecuentemente emplea granos de pimienta de Sichuán, junto con chiles, los cuales generalmente son secos y tiende a usar más ingredientes y condimentos secos o en conserva. Es menos aceitosa y utilizan menos productos curados y ahumados.

## Menú por temporadas
Una característica adicional, de la cocina de Hunan, es que el menú cambia con las temporadas:
En un verano húmedo y caluroso, una comida usualmente comenzaría con platos fríos o una fuente con una selección de carnes frías con picantes para abrir los poros de la piel y mantenerse frescos en ese clima. 
En invierno, una opción popular es el estofado, pensado para dar calor a la sangre en los meses fríos. Un estofado especial llamado (鸳鸯火锅 yuān yāng hǔo gūo), "el estofado de los enamorados", es notable por dividir la olla en dos con un lado condimentado y otro más suave.
- Datos: Q1156889